# Ernst Péan

Ernst Péan

Ernst Péan (* 7. Mai 1840 in Duisburg; † 10. Februar 1911 in Bochum) war ein deutscher Politiker.

## Leben und Wirken
Ernst Péan war der Sohn des Bürgermeisters Hermann Péan. Er besuchte das Burggymnasium in Essen und machte dort 1861 Abitur. Danach trat er eine Offizierslaufbahn an und wurde im Mai 1862 Portepee-Fähnrich in der Westfälischen Artilleriebrigade Nr. 7. 
1868 übernahm er als Secondeleutnant a. D. die Verwaltung der Bürgermeisterei Altenessen, wobei er im Mai 1869 endgültig zum Bürgermeister dieser ernannt wurde. Die Bürgermeisterei Altenessen, zu der auch Frillendorf, Huttrop, Karnap, Schonnebeck, Katernberg, Rotthausen, Rüttenscheid und Stoppenberg gehörten, wurde am 1. Januar 1874 geteilt. Péan übernahm die verkleinerte Bürgermeisterei Altenessen, die noch aus Karnap und Altenessen selbst bestand. Die übrigen Teile fielen der Bürgermeisterei Stoppenberg zu. 
Auf Veranlassung durch den Geheimen Bergrat und Beigeordneten Emil Krabler und auf eigenen Wunsch hin schied Péan am 30. September 1886 aus dem Bürgermeisteramt aus. Er wurde zum Verwaltungsdirektor der Knappschafts-Berufsgenossenschaft in Bochum ernannt. Nach 23-jähriger Tätigkeit als Verwaltungsdirektor trat er am 1. Oktober 1909 in den Ruhestand. 1911 starb er im Alter von 70 Jahren; er war verwitwet von seiner Frau Paula, geborene Surmann.
1915 wurde in Essen-Altenessen-Süd die ehemalige Elisabethstraße ihm zu Ehren in Péanstraße umbenannt.

## Auszeichnung
- Königlich Preußischer Kronenorden 4. Klasse[3]